# 貝爾格勒中央車站
貝爾格萊德中央車站（羅馬化：Železnička stanica Beograd Centar），當地人稱為Prokop，是塞爾維亞首都貝爾格萊德新的中央鐵路車站。此站位於貝爾格萊德的市鎮薩夫斯基韋納茨。雖然尚未興建完成，此站將成為貝爾格萊德的主要鐵路車站，以取代位於貝爾格萊德河畔的舊站。
貝爾格萊德中央車站於2016年1月26日啟用，每日有2班列車前往諾維薩德，也有貝爾格萊德通勤鐵路使用。此站於2018年7月1日舊站關閉時正式接過貝爾格萊德鐵路樞紐的職責。